# Distretto di Kampong Tralach
Il distretto di Kampong Tralach si trova nella zona sud-est della provincia di Kampong Chhnang, in Cambogia a circa 60 km nord della capitale Phnom Penh.
Il territorio è pressoché tutto pianeggiante, costellato di numerose risaie e soggetto ad essere allagato per gran parte durante la stagione delle piogge. È attraversato per tutta la sua lunghezza dal fiume Tonle Sap, che a livello del comune di Ampil Tek si suddivide in due rami.
La National Road n.5, tutta asfaltata, assicura i collegamenti con il nord e il sud della nazione. Tutte le altre strade sono sterrate e versano in condizioni precarie.
Il distretto è composto da otto differenti comuni; la popolazione residente è impiegata essenzialmente nella coltivazione del riso, ma in generale il livello di povertà è molto alto ed ampiamente sotto la soglia minima.
Non esiste erogazione di corrente elettrica fuorché nel principale villaggi e lungo la NR5.
Nel distretto si trova il piccolo villaggio di Lovek, che fu la capitale dell'Impero Khmer dopo il saccheggio di Angkor del 1431 da parte delle armate siamesi del Regno di Ayutthaya. Fu un grande centro del commercio internazionale e diversi furono i mercanti e missionari europei che la visitarono nel XVI e XVII secolo. Fu a sua volta saccheggiata dai siamesi nel 1593 e venne abbandonata nel 1618, quando la capitale khmer fu spostata a Oudong.